# Ramón Alegre
Ramón Alegre Biosca (Barcelona, 14 mei 1981) is een Spaans hockeyer. 
Alegre is een verdediger die met de Spaanse hockeyploeg deelnam aan drie Olympische Spelen (2004, 2008 en 2012). Bij de Olympische Spelen van 2008 in Peking werd de zilveren medaille behaald. Andere grote prijzen behaalde Alegre in 2004 toen goud werd behaald op de Champions Trophy en in 2005 toen Spanje Europees kampioen won. 
Alegre speelde clubhockey in eigen land bij Club Egara en daarna in de Nederlandse Hoofdklasse één seizoen (2004/05) bij Laren. Daarna ging hij weer terug naar zijn oude club in Spanje en tussen 2009 en 2013 speelde Alegre nog vier seizoenen in Nederland bij Kampong. Alegre heeft nog een jongere broer, David, die ook Spaans international is. 